# Study of Environmental Arctic Change
Study of Environmental Arctic Change (SEARCH) est un programme collaboratif de chercheurs l'Arctique, d'organismes de financement et d'autres qui facilitent la synthèse de la science de l'Arctique et communiquent les connaissances actuelles pour aider la société à réagir face à un Arctique en évolution rapide.

## Description  et activité
Les activités de SEARCH sont soutenues par une subvention de la National Science Foundation Division of Polar Programs, Arctic Sciences Section au Centre international de recherche sur l'Arctique et l'Arctic Research Consortium des États-Unis. Ce financement a été complété par des contributions récentes du National Center for Atmospheric Research, du US Geological Survey, de l'université de l'Alaska à Fairbanks, du Center for the Blue Economy (Middlebury Institute of International Studies à Monterey) et de la US Arctic Research Commission. D'autres agences ont fourni un soutien au programme dans le passé et poursuivent leur engagement intellectuel.
SEARCH se concentre sur la façon dont le rétrécissement de la glace terrestre, la diminution de la glace de mer et de la dégradation du pergélisol ont un impact sur les systèmes arctiques et mondiaux.